# Alias Jimmy Valentine
Alias Jimmy Valentine er en amerikansk stumfilm fra 1915 af Maurice Tourneur.

## Medvirkende
- Robert Warwick som Jimmy Valentine
- Robert W. Cummings som Doyle
- Alec B. Francis som Bill Avery
- Frederick Truesdell
- Ruth Shepley som Rose Fay